# Bee Gees Tomorrow (EP1)

## Közreműködők
- Barry Gibb – ének, gitár
- Maurice Gibb – ének,  gitár, zongora, basszusgitár
- Colin Petersen – dob
- stúdiózenészek
- Vince Melouney – gitár (Indian Gin and Whisky Dry, Let There Be Love)

## A lemez dalai
- Tomorrow Tomorrow  (Barry és Maurice Gibb) (1969), mono 4:05, ének: Barry Gibb
- Indian Gin and Whisky Dry  (Barry, Robin és Maurice Gibb) (1968), mono 1:55, ének: Robin Gibb
- Sun In My Morning  (Barry és Maurice Gibb)  (1969), mono  2:57, ének: Barry Gibb
- Let There Be Love  (Barry, Robin és Maurice Gibb) (1968), mono 3:34, ének: Barry Gibb